# 舟子 (美浦村)
舟子（ふなこ）は、茨城県稲敷郡美浦村の大字。郵便番号300-0428。

## 地理
北は霞ヶ浦、東は木原、南東は布佐、南は阿見町石川、南西は阿見町追原、西は阿見町島津に隣接している。

## 人口
2017年（平成29年）4月1日現在の人口は以下の通りである。
| 地域   | 人口  |
| ------ | ----- |
| 上舟子 | 351人 |
| 下舟子 | 417人 |
| 計     | 768人 |

## 施設
- 上舟子公民館
- 鹿島神社

## 交通

### 道路
- 国道
  - 国道125号